# TT311
| F32 · t | i | i |

| F32 · t | i | i |

La tombe thébaine TT311 est située à Deir el-Bahari, dans la nécropole thébaine, située sur la rive ouest du Nil en face de Louxor.
La tombe est le lieu de sépulture de Khéty, porteur du sceau du roi Montouhotep II (XIe dynastie).
Elle est située près du temple funéraire du roi Montouhotep II.
La tombe a été fouillée par Herbert Eustis Winlock en 1923 pour le compte du Metropolitan Museum of Art.

## Description
Elle a été retrouvée fortement détruite mais il reste de nombreux vestiges de reliefs montrant qu'elle était autrefois décorée. La chambre funéraire a été mieux préservée et était également décorée.